# تامی کیسی
تامی کیسی (انگلیسی: Tommy Casey; ۱۱ مارس ۱۹۳۰ – ۱۳ ژانویهٔ ۲۰۰۹) بازیکن و مربی فوتبال اهل ایرلند شمالی بود.
از باشگاه‌هایی که در آن بازی کرده‌است می‌توان به باشگاه فوتبال ای‌اف‌سی بورنموث، باشگاه فوتبال پورتسموث، باشگاه فوتبال لیدز یونایتد، باشگاه فوتبال بریستول سیتی، و باشگاه فوتبال نیوکاسل یونایتد اشاره کرد.
وی همچنین در تیم ملی فوتبال ایرلند شمالی بازی کرده‌است.